# L'Empreinte (film, 1916)
Pour les articles homonymes, voir Empreinte.
L'Empreinte est un film muet français réalisé par André Hugon, sorti en 1916.

## Fiche technique
- Titre : L'Empreinte
- Réalisation : André Hugon
- Scénario : André Hugon
- Pays d'origine :  France
- Langue : film muet avec les intertitres en français
- Format : Noir et blanc — 35 mm — 1,33:1 — Muet
- Métrage : 950 m
- Genre :  Film policier
- Durée : non renseignée
- Dates de sortie : 
  -  France : février 1916

## Distribution